# Eliza Marian Butler
Eliza Marian Butler (* 29. Dezember 1885 in Lancashire; † 13. November 1959 ebenda), auch E. M. Butler und Elsie Butler, war eine britische Germanistin. 1936 erhielt sie den Henry Simon Chair of German Language and Literature an der Universität Manchester, ab 1946 bis zu ihrer Emeritierung 1951 hatte sie den John Henry Schröder Stiftungslehrstuhl an der Universität Cambridge inne. Ihre Werke umfassen unter anderem eine Trilogie über Ritualmagie und die Faustlegende sowie Betrachtungen über den deutschen Philhellenismus.

## Leben
Sie wuchs in Lancashire in einer Familie irischer Herkunft auf und wurde von einer norwegischen Gouvernante in deutscher Sprache erzogen. Ihre wohlhabenden Eltern Theobald FitzWalter Butler, ein Montanindustrieller, und Catherine Elizabeth Barraclough kamen aus Irland. Ihre Schulausbildung fand unter anderem an Privatschulen in Hannover, Paris und Reifenstein im Harz statt.
Sie graduierte 1911 am Newnham College, Cambridge University mit einem Bachelor of Arts (B.A.). Ein Bonnaufenthalt 1913/1914 weckte ihr Interesse an Friedrich Hebbel, eine geplante Promotion bei Berthold Litzmann kam nie zustande, kriegsbedingt brach sie den Aufenthalt ab. Zeitweise arbeitete sie als Lehrerin an Mädchenschulen.
Sie diente während des Ersten Weltkriegs, nachdem sie in kurzer Zeit bei der Graecistin Jane Ellen Harrison Russisch gelernt hatte, als eine von vier englischen Krankenschwestern und Supervisor und Übersetzerin im Sanitätsdienst in Russland und Mazedonien.

## Lehrtätigkeit
Zwischen 1920 und 1936 unterrichtete sie am Newnham College, dem Frauen vorbehaltenen College der Cambridge University. Nach Erscheinen ihres Buches The Tyranny of Greece over Germany übernahm sie in Manchester die Henry-Simon-Professur für Deutsch und Literatur (1936–1945). Von 1945 bis 1951 hatte sie die Schröder Professur of German in Cambridge inne.
Laut ihrer Autobiografie Paper boats stand die Lehrtätigkeit in Cambridge unter schwierigen Vorzeichen. Bis auf den Shakespeare-Spezialisten Dadie Rylands hatte sie hier offenbar wenig Freunde. Butler reiht sich nicht ganz in das sonst vielfach wiederholte Stereotyp vom Tod des deutschen Vetters ein. Dabei wurden vor dem Ersten Weltkrieg die Deutschen aus englischer Sicht wie etwas vertrottelte, in der Provinz lebende Cousins und danach als blutrünstige Hunnen beschrieben. Butler hingegen amüsierte sich seit Schultagen ebenso über die Sentimentalität und über lächerliche Aspekte bei den Deutschen. Sie nahm in ihrer Biografie aber weniger die Inflationszeit vor 1923, sondern die danach beginnenden Goldenen Zwanziger in Deutschland auf. Ihr Privatleben stand seit 1926 im Zeichen der Lebensgemeinschaft mit der Indologin und Pali-Expertin Isaline Blew Horner (1896–1981), mit der sie zahlreiche Reisen nach Asien, unter anderem nach Ceylon, aber auch nach Deutschland und Griechenland (Lesbos) unternahm. Paper Boats wurde in ihrem Todesjahr veröffentlicht.
In den Nachrufen wurde nicht zuletzt auf ihre irische Herkunft und ihre davon geprägte fröhliche und hochgeistige Persönlichkeit verwiesen, die in ihren schriftlich niedergelegten unkonventionellen Ansichten und Büchern nur unvollkommen wiedergegeben werde.

## The Tyranny of Greece over Germany
Ein grundlegendes Werk ist The Tyranny of Greece over Germany („Die Tyrannei Griechenlands über Deutschland“) aus dem Jahr 1935. Der deutsche Griechenenthusiasmus und dessen vielfältige, auch negative Auswirkungen wurden bereits von Friedrich Paulsen thematisiert, der sich erfolgreich für die Stärkung des neusprachlichen Gymnasiums einsetzte. Butler hat die Bedeutung des deutschen Philhellenismus als einer für den deutschen Genius schädlichen Obsession – auch Hitler war ein Philhellene – für den englischen Sprachraum beschrieben und verbreitet. Das Buch wurde naturgemäß in Deutschland vernichtend rezensiert; eine gekürzte Übersetzung kam erst 1949 zustande. Nachdem Butler aus anderen Gründen Thomas Mann mit dessen Roman Doktor Faustus schneidend kritisiert hatte, wurde sie nach Kriegsende in Deutschland kaum rezipiert. Erst 1965 wurde sie mit einem flammenden Nachruf des schweizerischen Germanisten Walter Muschg gewürdigt; und noch viel später erkannte man die weitreichenden Konsequenzen ihres Ansatzes; nicht nur die Dichter, sondern vor allem die Bildungspolitiker standen im unverhältnismäßigen Bann des Griechentums, wie etwa Wilhelm von Humboldt und Werner Jaeger. Suzanne L. Marchand führte ihr Werk fort und nutzte die Thesen Butlers zu einer Kritik der Orientalismustheorie Edward Saids, der die speziell deutsche Sichtweise auf die arabische Welt und die zugehörige Forschung und Belletristik systematisch unterschätzt und ausgelassen habe.

## Werke
- The Myth of the Magus. Cambridge: University Press 1948; erneut 1993, ISBN 0-521-43777-6
- Ritual Magic. Cambridge: University Press 1949; erneut 1998
- The Fortunes of Faust. Cambridge: University Press 1952
- Paper Boats. Collins: London 1959 (Autobiographie)
- The Tyranny of Greece Over Germany: A Study of the Influence Exercised by Greek Art and Poetry Over the Great German Writers of the Eighteenth, Nineteenth and Twentieth Centuries. Cambridge: University Press 1935; second edition Beacon Press 1958
- The Saint-Simonian Religion in Germany. A Study of the Young German Movement. Diss. 1926

## Preise
- Ehrendoktor (D.Litt.) der London University 1957
- Ehrendoktor (D.Litt.) der Oxford University 1958